# Manila Flamini
Pour les articles homonymes, voir Flamini.
Manila Flamini (née le 18 septembre 1987 à Velletri) est une nageuse synchronisée italienne.